# Hadji
Hajji (a volte scritto Hadji, Haji, Alhaji, Al hage, Al hag o El-Hajj) è un titolo originariamente dato a una persona musulmana che ha completato con successo l'Ḥajj (pellegrinaggio alla Mecca). Il termine è anche usato spesso per riferirsi a un anziano, in quanto può richiedere tempo per accumulare la ricchezza per finanziare il viaggio e in molte società musulmane come titolo onorifico per un uomo rispettato. Il titolo viene posto prima del nome di una persona; per esempio Saif Gani diventa Hajji Saif Gani.
"Hadži" è anche usato nella religione cristiana ortodossa per le persone che vanno a pellegrinaggio alla tomba di Cristo a Gerusalemme e può essere aggiunto al cognome degli uomini (ad esempio Hadži-Petrović) o prima del nome per le donne (Hadžika).
Hajji deriva dall'arabo ḥājj, che è il participio attivo del verbo ḥajja ("fare il pellegrinaggio"). La forma alternativa ḥajjī deriva dal nome dell'Hajj con il suffisso aggettivo ī, e questa era la forma adottata dalle lingue non arabe. In alcune aree il titolo è diventato un nome di famiglia, ad esempio nel cognome bosniaco Hadžiosmanović ("figlio di Hajji Osman").

## Il titolo nella varie lingue
Arabo: حاج Ħājj o حجي Ħajjī; Arabo egiziano: حج / Ḥagg; Persiano: حاجی Hâji/Hāji o حاج Hâj/Hāj; Pashtu: حاجی, Hāji; Greco: Χατζής; Albanese: Haxhi; Bulgaro: Хаджия, Hadžija, حاجىيا; Macedone: Aџија, Adžija; Bosniaco: Hadžija / Хаџија, حاجىيا; Bielorusso: Хаджы, Chadžy, خاج; Curdo: Hecî, Һәщи, ھەجی; Serbo: Хаџи/Hadži; Azero e turco: Hacı; Hausa: Alhaji. In tutte le lingua la parola significa "pellegrino".
Le donne che completano l'Hajj sono denominate Hajjah o حاجة ḥājjah, Arabo egiziano: Ḥagga; Hausa/Fulani: Hajia o in Yoruba: Alhaja.

## Uso
Nei Paesi arabi, ḥājj e ḥājjah (la pronuncia varia secondo la forma della parola araba) è una maniera comunemente utilizzata per affrontare rispettosamente qualsiasi persona anziana, indipendentemente dal fatto che la persona in questione abbia effettivamente eseguito il pellegrinaggio.
Il termine è utilizzato anche nei paesi cristiani balcanici che erano stati sotto il dominio ottomano (Bulgaria, Serbia, Grecia, Montenegro, Repubblica di Macedonia e Romania) per un cristiano che si era recato in pellegrinaggio a Gerusalemme e in Terrasanta.
A Cipro il titolo è diventato così prevalente da essere integrato permanentemente in alcuni nomi di famiglia greco-cristiane, come Hajiioannou. Ciò era dovuto al fatto che Cipro che era così vicina alla Terrasanta e a Gerusalemme e poiché Cipro divenne un luogo dove cristiani e musulmani si mescolarono liberamente per molti secoli.
In Iran il titolo onorifico Haj (حاج) viene talvolta utilizzato per i comandanti del Corpo delle guardie della rivoluzione islamica, al posto del titolo di Sardar ("Generale").

## Razzismo
Hajji, Haji, Hadji o Hodgie è diventata una frase usata come termine dispregiativo dal personale militare americano nei confronti di arabi, iracheni, afghani, musulmani o popoli mediorientali e asiatici in generale.